# John Barbour
John Barbour (ca. 1316 – 13 de marzo de 1395), poeta escocés, nació, quizá en Aberdeenshire, a principios del siglo XIV, aproximadamente en 1316; fue archidiácono de Aberdeen y contemporáneo de Chaucer.

## Biografía
Un salvoconducto, datado en 1357, que le permitía ir a estudiar a la Universidad de Oxford, lo describe como archidiácono de Aberdeen. Es mencionado en una carta similar de 1364 y en otra de 1368 otorgándole permiso para pasar a Francia, probablemente para profundizar en sus estudios, en la Universidad de París. En 1372 fue uno de los auditores del "Exchequer", y en 1373 un empleado de auditoría de la casa del rey. En 1375 (él proporciona la fecha, y su edad es sesenta) compuso la pieza que se considera su poema más conocido, The Brus (La gesta de Roberto de Bruce), por el que recibió, en 1377, el regalo de diez libras escocesas, y, en 1378, una pensión vitalicia de veinte chelines, que dedicó a establecer una misa en su memoria y la de sus padres, lo que se mantuvo en la Catedral de San Machar hasta la Reforma.
Le siguieron otras recompensas, incluyendo la renovación de su auditoría del Tesoro Público (aunque posiblemente hubiera seguido disfrutándolo desde el primer nombramiento) y diez libras añadidas a su pensión. La única evidencia biográfica de sus últimos años es su firma como testigo en diversas escrituras en el "Registro de Aberdeen" en fechas tan tardías como 1392. De acuerdo con el libro de difuntos de la Catedral de San Machar de Aberdeen murió el 3 de marzo de 1395. Los registros públicos muestran que su pensión vitalicia no fue pagada después de esa fecha.

## Padre de la poesía escocesa
Se ha suscitado considerable controversia en relación con la obra literaria de Barbour. Si él es el autor de cinco o seis poemas largos que se le han atribuido por diferentes escritores, añade a su importancia como padre de la poesía escocesa la reputación de ser uno con obra más amplia del escocés temprano, ciertamente el poeta escocés de mayor producción poética.

## El Brus
The Brus, en 14.000 versos octosilábicos y veinte libros, es un poema narrativo con un propósito en parte histórico y en parte patriótico. Canta las alabanzas a Robert Bruce y James Douglas el Negro, flores de la caballería escocesa, comenzando con una descripción del estado de Escocia a la muerte de Alejandro III de Escocia (1286) y concluye con la muerte de Douglas y el entierro del corazón de Bruce (1332). El episodio central es la Batalla de Bannockburn. Su sentimiento es patriótico, pero en términos más generales que lo usual en literatura escocesa posterior. El rey es un héroe del tipo caballeresco común en la época; la libertad es una "noble cosa" que debe buscarse y conseguirse a cualquier precio; los oponentes a tal libertad se muestran en los oscuros colores que son apropiados histórica y poéticamente; pero no hay ninguna complacencia típica del pensamiento provinciano. Los versos no carecen de vigor; y hay pasajes de gran mérito, destacadamente la sección tantas veces citadas que empieza con A! fredome is a noble thing («¡Ah! La libertad es cosa noble»).
A pesar de algunos errores fácticos, notablemente la confusión de los tres Bruces en la persona del héroe, el poema es históricamente fiable comparado con crónicas en verso contemporáneas, y especialmente con Wallace del siglo siguiente, pero es mucho más que una simple crónica rimada; contiene muchos bellos paisajes descriptivos, y canta loas a la libertad. Su estilo es algo severo y gastado. Nadie ha dudado de la autoría de Barbour sobre El Brus, pero ha habido intentos de demostrar que el texto que se conoce hoy en día es una copia editada, quizás de John Ramsay, un escribano de Perth, quien escribió los dos textos supervivienes, conservados en la Biblioteca de Abogados de Edimburgo, y en la biblioteca del St John's College, Cambridge.

## Leyendas de Santos
Otra obra fue añadida a la lista de obras de Barbour gracias al descubrimiento en la biblioteca de la Universidad de Cambridge, por Henry Bradshaw, de un largo poema escocés de 33.000 versos, referido a las Leyendas de los Santos, tal como se cuentan en la La leyenda dorada y otros santorales. El parecido general de este poema a la obra ya establecida de Barbour, en cuanto a la longitud del verso, dialecto y estilo, y el hecho de que las vidas de los santos ingleses están excluidos y los de San Machar (el santo patrón de Aberdeen) y San Ninian se incluyen, hacen plausible la adscripción. La crítica, aunque dividida, ha tendido en dirección contraria, y ha basado su negativa más fuerte en consideraciones sobre la rima, asonancias y vocabulario.

## Buik of Alexander
Se ha intentado atribuir a Barbour la obra Buik of Alexander (una traducción del Li Romans d’Alixandre y otros fragmentos asociados), como se conocen en la única edición, c. 1580, impresa en la prensa de Edimburgo por el impresor Alexander Arbuthnot.